# Jeanne de Salzmann
Jeanne de Salzmann (Reims, 26 gennaio 1889 – Parigi, 24 maggio 1990) è stata una mistica svizzera.
Figlia dei famosi architetti ginevrini Jules Louis Allemand e Marie Louise Matignon fu allieva del filosofo e mistico armeno Georges Ivanovič Gurdjieff. Dopo averlo incontrato in Georgia nel 1919, lo seguì nei suoi viaggi fino in Francia, dove Gurdjieff diede vita al suo Istituto nel castello del Prieure di Avòn, nei pressi di Fontainebleau. 
Sposò Alexandre de Salzmann, da cui prese il cognome. Ebbe due figli, che furono attivi leader nel movimento gurdjieffiano: Michel de Salzmann (ritenuto da molti figlio naturale di Gurdjieff) e Nathalie de Salzmann de Etievan.
Fu sempre vicina a Gurdjieff, divenendone nei decenni la principale allieva e massima autorità nella trasmissione del suo insegnamento. Fu a lei, infatti, che lo stesso Gurdjieff diede precise istruzioni da mettere in pratica dopo la sua morte, avvenuta nell'ottobre del 1949.

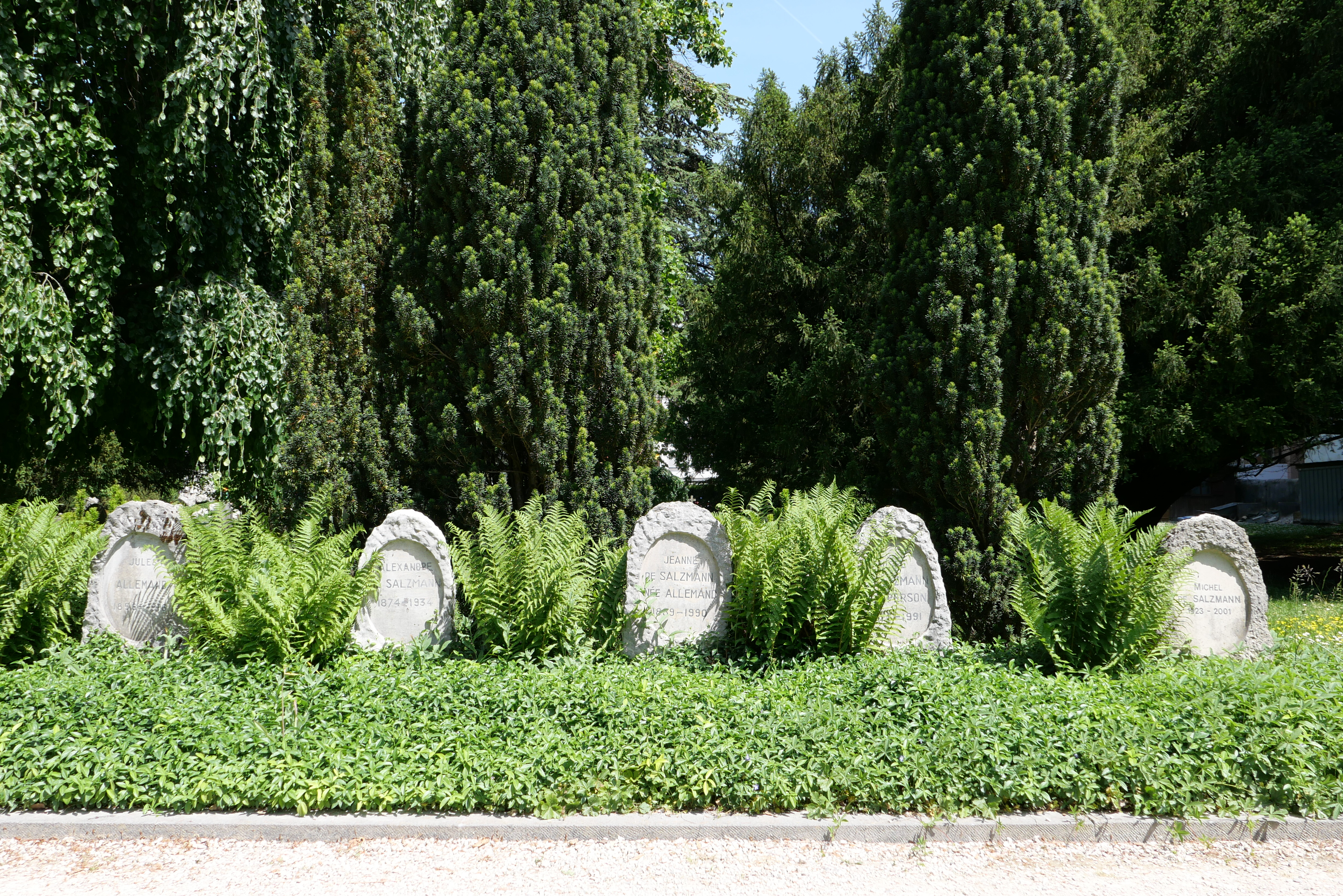
L'ultima dimora di De Salzmann nella tomba di famiglia (al centro) al Cimetière des Rois a Ginevra

Nel dicembre 1949, insieme ad Henriette H. Lannes, Jane Heap e John Godolphin Bennett diede l'avvio all'organizzazione che avrebbe portato avanti il lavoro di Gurdjieff. Il 6 ottobre 1955 fu fondata la "Società per la ricerca dello sviluppo dell'uomo". Il nome fu cambiato in "Fondazione Gurdjieff" il 17 luglio 1957.
L'organizzazione è diffusa in diverse nazioni. Si deve a Jeanne de Salzmann e alla Gurdjieff Foundation, inoltre, la conservazione e la trasmissione regolare dei cosiddetti movimenti, le "danze sacre" introdotte in Occidente dal suo maestro.
Sempre grazie a madame de Salzmann è stata attuata una capillare opera di conservazione delle particolari musiche per pianoforte, dettate dallo stesso Gurdjieff al suo allievo Thomas Aleksandrovič de Hartmann, lui stesso compositore.
Infine, portò avanti l'insegnamento di Gurdjieff presso persone quali il regista teatrale inglese Peter Brook, che le fu accanto per lunghi anni. Con Brook girò anche il lungometraggio Incontri con uomini straordinari, incentrato appunto sulla vita di Gurdjieff.
Madame de Salzmann guidò l'organizzazione e proseguì l'insegnamento fino alla sua morte, avvenuta nel 1990 a 101 anni.